# Carl Schlyter
Carl Schlyter (né le 7 janvier 1968 à Danderyd) est un homme politique écologiste suédois.

## Biographie
Carl Schlyter suit une formation de chimiste, avec une spécialisation dans les biotechnologies et l'environnement à l'Institut royal de technologie de Stockholm. En 1994 et 1995, il est secrétaire politique des Verts suédois, avant de devenir assistant au Parlement européen en 1996.
Entre 1997 et 2004, il est conseiller du Groupe vert au Parlement européen pour les questions relevant de la Commission du contrôle budgétaire. 
Depuis 2004, il siège au sein du Groupe des Verts/Alliance libre européenne. Il est membre de la Commission de l'environnement, de la santé publique et de la sécurité alimentaire. Il est également membre de l'Assemblée parlementaire paritaire.
Il est par ailleurs suppléant dans trois commissions : la Commission de la pêche, la Commission du commerce international et la Commission du contrôle budgétaire.
Il occupe également diverses fonctions au sein des verts suédois : membre de l'exécutif depuis 2000, représentant au sein du Parti vert européen depuis 2001 et représentation auprès des Verts mondiaux depuis 2002.